# Zellweger
Zellweger ist ein Schweizer Familienname.

## Namensträger
- Alfred Zellweger-Krüsi (1855–1916), Schweizer Unternehmer
- Andrin Zellweger (* 1991), Schweizer Unihockeyspieler
- Anna Barbara Zellweger-Zuberbühler (1775–1815), Schweizer Kaufmannsfrau
- Bartholome Zellweger (1625–1681), Schweizer politischer Beamter
- Conrad Zellweger (Politiker, 1559) (1559–1648), Schweizer Gemeindehauptmann und Landweibel
- Conrad Zellweger (Politiker, 1631) (1631–1695), Schweizer Landesseckelmeister und Landvogt
- Conrad Zellweger (Politiker, 1664) (1664–1741), Schweizer Landesstatthalter
- Conrad Zellweger-Rechsteiner (1630–1705), Schweizer Textilunternehmer
- Conrad Zellweger-Sulser (1694–1771), Schweizer Textilunternehmer
- Conrad Zellweger-Tanner (1659–1749), Schweizer Textilunternehmer und Politiker
- Corinne Zellweger-Gutknecht, Schweizer Rechtswissenschaftlerin
- Eduard Zellweger (1901–1975), Schweizer Jurist und Diplomat
- Elisabeth Zellweger (1884–1957), Schweizer Frauenrechtlerin und Kirchenaktivistin
- Gustav Zellweger (1822–1893), Schweizer Unternehmer und Politiker
- Hans Ulrich Zellweger (1909–1990), schweizerisch-amerikanischer Mediziner
- Helen Zellweger (* 1971), Schweizer Schauspielerin und Tänzerin
- Jakob Zellweger-Hünerwadel (1805–1873), Schweizer Arzt und Politiker
- Jakob Zellweger-Wetter (1723–1808), Schweizer Unternehmer
- Jakob Zellweger-Zuberbühler (1770–1821), Schweizer Unternehmer
- Johann Caspar Zellweger (1768–1855), Schweizer Geschichtsschreiber und Politiker
- Johann Konrad Zellweger (1801–1883), Schweizer Pädagoge und Schulinspektor
- Johannes Zellweger (Politiker) (1591–1664), Schweizer Gemeindehauptmann und Landammann
- Johannes Zellweger-Hirzel (1730–1802), Schweizer Textilunternehmer, Gemeindeschreiber und Landesfähnrich
- Johannes Zellweger-Sulser (1695–1774), Schweizer Textilunternehmer, Landeshauptmann und Landammann
- Laurenz Zellweger (1692–1764), Schweizer Aufklärer, Arzt und Mitbegründer der Helvetischen Gesellschaft
- Lily Zellweger-Steiger (1862–1914), Schweizer Pfarrfrau
- Marc Zellweger (* 1973), Schweizer Fußballspieler
- Otto Zellweger (1858–1933), Schweizer Theologe und Publizist
- Rahel Zellweger (* 1993), Schweizer Unihockeyspielerin
- Renée Zellweger (* 1969), US-amerikanische Schauspielerin
- Salomon Zellweger (1807–1887), Schweizer Unternehmer
- Sepp Zellweger (* 1963), Schweizer Kunstturner
- Thomas Zellweger (* 1974), Schweizer Wirtschaftswissenschaftler
- Ulrich Zellweger (1804–1871), Schweizer Bankier, Publizist und Gründer der Basler Missions-Handlungs-Gesellschaft
- Ursula Wolf-Zellweger (1735–1820), Mitglied der Familie Zellweger aus Trogen